# Sensibilité non cœliaque au gluten
 (avril 2021).
La sensibilité non cœliaque au gluten (SNCG) (NCGS en anglais) ou  sensibilité au gluten est une pathologie controversée définie comme « une entité clinique induite par l'ingestion de gluten conduisant à des symptômes intestinaux et/ou extra-intestinaux qui s'améliorent une fois que l'aliment contenant du gluten est retiré de l'alimentation, alors que la maladie cœliaque et l'allergie au blé ont été exclues. ». 
L'existence de la sensibilité non cœliaque au gluten est remise en cause par plusieurs études,. 
Une meilleure compréhension de la pathologie existe depuis la découverte de la zonuline, principale molécule régulant l'hyperperméabilité intestinale, par le Dr Fasano et son équipe, au début des années 2000. La SNCG est incluse dans le spectre des troubles liés au gluten,. La définition et les critères de diagnostic de la sensibilité non cœliaque au gluten  ont été débattus et établis par trois conférences de consensus,,,,. 
La pathogénie de la SNCG n'est pas encore bien comprise. Il a été démontré que non seulement la gliadine (principal antigène cytotoxique du gluten), mais également d'autres protéines présentes dans le gluten et les céréales contenant du gluten (blé, seigle, orge et leurs dérivés) peuvent jouer un rôle dans l'apparition des symptômes.  
Les FODMAP sont notamment présents dans les céréales contenant du gluten et ont récemment été identifiés comme une cause possible de symptômes gastro-intestinaux chez les patients atteints de SNCG,,. Pour certains chercheurs, ils ne justifient pas les symptômes extra-digestifs. Pour d'autres, dans certaines conditions, les FODMAP favorisent une colonisation bactérienne chronique de l'intestin grêle responsable d'une libération exagérée de lipopolysaccharide (LPS) provenant des parois de bactéries gram négatives. Ce LPS, à l'instar de la gliadine d'ailleurs, via la stimulation de la production de zonuline, désassemble les jonctions serrées (tight junction) entre les entérocytes adjacents, ce qui entraîne une hyperperméabilité intestinale. Le passage intercellulaire, tant du LPS que d'autres substances d'origine bactérienne ou alimentaire, stimule le système immunitaire entourant l'intestin (GALT pour Gut Associated Lymphoid Tissue) et interfère avec le bon fonctionnement des organes distants (peau, cerveau, foie, etc.), expliquant les divers et multiples symptômes extra-intestinaux.  
Pour ces raisons, la SNCG est un état clinique controversé et certains auteurs le remettent encore en question,. Il a été suggéré que sensibilité non cœliaque au blé est un terme plus approprié, sans oublier que d'autres céréales contenant du gluten sont impliquées dans l'apparition de symptômes,.  
Il est également important de noter que la consommation de gluten est souvent liée à la malbouffe (e.g. consommation d'hamburger, pizza). Un régime sans gluten est donc souvent accompagné d'une amélioration générale de l'alimentation du patient, ce qui pourrait expliquer la disparition des symptômes. 
La SNCG est le syndrome le plus fréquent des troubles liés au gluten, avec des taux de prévalence compris entre 0,5 et 13 % dans la population générale. Étant donné qu'aucun biomarqueur permettant de diagnostiquer cette maladie n'est disponible, son diagnostic repose sur l'exclusion d'autres troubles liés au gluten, notamment en excluant la maladie cœliaque et l'allergie au blé. Beaucoup de personnes n'ont pas été diagnostiquées selon des critères stricts et la récente montée en popularité du régime sans gluten a un effet de mode, ce qui suscite un débat autour des preuves de cette maladie, de son lien avec la maladie cœliaque et le syndrome de l'intestin irritable,. Les personnes sensibles au gluten non cœliaque restent habituellement dans un no man's land, sans être reconnues par les spécialistes et sans soins ni traitements médicaux adéquats. La plupart de ces personnes ont une longue histoire de problèmes de santé et de consultations infructueuses avec de nombreux médecins. C'est la raison pour laquelle la majorité d'entre elles finissent par avoir recours à un régime sans gluten et à un auto-diagnostic de la sensibilité au gluten.

## Signes et symptômes
Les symptômes rapportés de la SNCG sont similaires à ceux de la maladie cœliaque,, plupart des patients signalant des symptômes gastro-intestinaux et non gastro-intestinaux,. Dans la présentation classique de la SNCG, les symptômes gastro-intestinaux sont similaires à ceux du syndrome de l'intestin irritable et ne se distinguent pas non plus de ceux de l'allergie au blé, mais l'intervalle entre l'exposition au blé et l'apparition des symptômes est différent. L'allergie au blé se manifeste rapidement (de quelques minutes à quelques heures) après la consommation d'aliments contenant du blé et peut aller jusqu'au choc anaphylactique. 

### Symptômes gastro-intestinaux
Les symptômes gastro-intestinaux peuvent comprendre : douleur abdominale, ballonnements , anomalies du transit intestinal (diarrhée ou constipation),, nausées, aérophagie, reflux gastro-œsophagien et stomatite aphteuse,. 

### Symptômes extra-intestinaux
Une gamme de symptômes extra-intestinaux, qui peuvent être la seule manifestation de la SNCG en l'absence de symptômes gastro-intestinaux,,, ont été suggérés, mais restent controversés,. Maux de tête, migraine, esprit embrumé ou "brain-fog" en anglais, fatigue, fibromyalgie,, douleurs articulaires et musculaires, engourdissements des jambes ou des bras, fourmillements aux extrémités, dermatite (eczéma ou éruption cutanée), des troubles atopiques tels que l'asthme, la rhinite, d'autres allergies, la dépression, l'anxiété, l'anémie ferriprive, le déficit en folate ou certaines maladies auto-immunes,,,. La SNCG a également été impliquée, de manière controversée, dans certains cas de troubles neurologiques, voire psychiatriques, notamment la schizophrénie, les troubles de l'alimentation, l'autisme, la neuropathie périphérique, l'ataxie, le trouble d'hyperactivité avec déficit de l'attention et les hallucinations (psychose au gluten),,,,,,. 
Plus de 20 % des personnes atteintes de SNCG présentent des allergies médiées par des IgE dirigés contre des aliments ou des métaux, principalement les acariens, les graminacées, les pariétaires, les poils de chat ou de chien, les crustacés et le nickel. Environ 35 % des patients souffrent d'autres intolérances alimentaires, principalement d'intolérance au lactose.

## Les causes
La pathogénie de la SNCG n'est pas encore bien comprise. On a émis l'hypothèse que le gluten, comme cela se produit dans la maladie cœliaque, est la cause de la maladie. Outre le gluten, d'autres composants du blé, du seigle, de l'orge et de leurs dérivés, notamment les inhibiteurs de l'amylase/trypsine (IAT) et les FODMAP, peuvent provoquer des symptômes. 

### Les inhibiteurs de l'α-amylase/trypsine
Certaines personnes peuvent avoir une réaction à d'autres protéines présentes dans les céréales contenant du gluten et capables d'inhiber l'amylase et la trypsine (inhibiteurs de α-amylase/trypsine [IAT]),. Les IAT font partie des défenses naturelles de la plante contre les insectes et peuvent provoquer chez les humains une inflammation intestinale médiée par le récepteur toll de type 4 (TLR4 ),. Ces activités d'IAT stimulant les TLR4 sont limitées aux céréales contenant du gluten (blé, seigle, orge et dérivés) et peuvent induire une immunité innée chez les personnes atteintes de maladie cœliaque ou de SNCG. Les IAT résistent à la digestion protéolytique  et représentent environ 2 à 4 % de la protéine totale du blé moderne et sont présents dans le gluten commercial. 
Le blé moderne, qui par sélection, contient une  teneur élevée en gluten et IAT, peut jouer un rôle dans l'apparition et l'évolution de troubles tels que la maladie cœliaque et la sensibilité non cœliaque au gluten. Cependant, à l'appui de cette affirmation, il n'existe pas d'études connues comparant directement les génotypes de blés anciens et modernes à leurs teneurs en IAT. 
L'agglutinine de germe de blé est également considérée comme un déclencheur possible de symptômes analogues à la SNCG.

### Les FODMAP
Les FODMAP (pour Fermentescibles Oligosaccharides, Disaccharides, Monosaccharides And Polyols) présents dans les céréales contenant du gluten ont récemment été identifiés comme une cause possible de symptômes gastro-intestinaux chez les personnes atteintes de SNCG, à la place de ou en plus du gluten. Les FODMAP, au lieu d'être absorbés rapidement par la muqueuse intestinale, peuvent être plus ou moins fermentés par les bactéries intestinales, principalement lorsqu'elles sont en trop grand nombre dans l'intestin grêle, pathologie nommée colonisation bactérienne chronique de l'intestin grêle. Ce type d'intolérance aux céréales contenant du gluten, déclenche principalement des symptômes gastro-intestinaux tels que ballonnements, diarrhées, douleurs, etc. 

## Diagnostic
L'absence de biomarqueurs fiables rend difficile un diagnostic clair de la sensibilité non cœliaque au gluten (SNCG), qui se fait de la sorte généralement à l'aide de critères d'exclusion,. Les recommandations de diagnostic du SNCG ont été établies par plusieurs conférences de consensus. L'exclusion des diagnostics de maladie cœliaque et d'allergie au blé est importante car ces deux conditions apparaissent également chez les personnes présentant des symptômes similaires à ceux de la SNCG, qui s'améliorent avec le régime sans gluten et qui s'aggravent après la consommation de gluten,,,. 
L'apparition des symptômes de la SNCG peut être retardée de quelques heures à quelques jours après l'ingestion de gluten, mais dans les cas de maladie cœliaque, elle peut prendre plusieurs jours, voire plusieurs semaines. L'allergie au blé se manifeste rapidement (quelques minutes à quelques heures) après la consommation d'aliments contenant du blé et pourrait entraîner une anaphylaxie. 
La présence de manifestations extra-intestinales apparentées a été suggérée comme une caractéristique de SNCG mais est une source de controverse. Lorsque les symptômes se limitent aux effets gastro-intestinaux, il peut y avoir un chevauchement entre l'allergie au blé, le syndrome du côlon irritable et l'intolérance aux FODMAP  cette dernière étant d'ailleurs très fréquente. 
Les critères proposés pour le diagnostic de SNCG suggèrent une amélioration des symptômes gastro-intestinaux et des manifestations extra-intestinales supérieure à 30 % avec un régime sans gluten. Cette amélioration, évaluée à l'aide d'une échelle d'évaluation, est nécessaire pour poser un diagnostic clinique de SNCG. Pour exclure un effet placebo, un test de provocation au gluten en double aveugle contrôlée par placebo est un outil utile, même s'il est coûteux et compliqué pour une utilisation clinique courante, et est donc généralement utilisé dans des études de recherche,. 
Ces suggestions ont été incorporées dans le consensus des experts de Salerne sur les critères de diagnostic de SNCG. Ils recommandent d'évaluer la réponse à un essai de régime sans gluten d'une durée de 6 semaines en utilisant une échelle d'évaluation définie (étape 1), suivie d'un test à double insu contrôlé par placebo de réintroduction du gluten (ou d'un placebo) pendant une semaine (étape 2). Une variation de plus de 30 % des symptômes principaux en présence de gluten est nécessaire pour un résultat positif. Des recherches supplémentaires sur des biomarqueurs possibles ont également été identifiées. 

### Diagnostic différentiel
Des examens évaluant la maladie cœliaque et l'allergie au blé doivent être effectués avant que les patients ne retirent le gluten de leur régime alimentaire. Il est essentiel d'établir une distinction claire entre la maladie cœliaque et la maladie de New York. 

#### Maladie cœliaque
Le principal diagnostic différentiel de la SNCG est la maladie cœliaque ce qui peut être difficile. La SNCG et la maladie cœliaque ne peuvent pas être cliniquement distinguées parce que la majorité des symptômes, qu'ils soient gastro-intestinaux on non, sont identiques dans les deux maladies,,, et il y a des patients atteints de la maladie cœliaque avec une sérologie négative (absence d'anticorps sériques spécifiques de la maladie cœliaque) et/ou sans atrophie des villosités intestinales. Pour certains, il n'existe aucun test capable d'écarter complètement le diagnostic de maladie cœliaque mais ce dernier est très peu probable en l'absence de HLA-DQ2 ou HLA-DQ8.
La prévalence de la maladie cœliaque non diagnostiquée a été multipliée par 4 au cours des cinquante dernières années, la plupart des cas restant non reconnus, non diagnostiqués et non traités, laissant ainsi aux patients le risque de complications à long terme,. Certains patients souffrant de SNCG peuvent en réalité être atteints de la maladie cœliaque. Une revue systématique de 2015 a montré que 20 % des patients diagnostiqués comme présentant une SNCG avec une sérologie cœliaque négative, malgré des haplotypes HLA-DQ2 et/ou HLA-DQ8, ainsi qu'une histologie normale sans atrophie villositaire sur les biopsies, ou présentant simplement une lymphocytose duodénale, pourraient en fait être atteints de maladie cœliaque si des techniques de diagnostic avancées avaient été utilisées. 
Certains auteurs concluent que la seule présence d'une autre maladie auto-immune chez des patients souffrant de SNCG suggère chez eux la présence d'une réelle maladie cœliaque non reconnue et non diagnostiquée. Les maladies auto-immunes généralement associées à la maladie cœliaque sont notamment le diabète de type 1, la thyroïdite, l'ataxie due au gluten, le psoriasis, le vitiligo, l'hépatite auto-immune, la dermatite herpétiforme, la cholangite sclérosante primitive. 
Pour évaluer la présence possible de la maladie cœliaque, il est nécessaire de réaliser des sérologies spécifiques et des biopsies duodénales àvant que le patient ne suive un régime excluant le gluten,. 

##### Marqueurs sérologiques
Les marqueurs sérologiques de la maladie cœliaque (IgA transglutaminase tissulaire , IgA endomysial, et anticorps IgG anti-gliadine déamidés,)sont toujours négatifs,,,. En plus des taux spécifiques d'auto-anticorps anti-IgA, il est nécessaire de déterminer les taux totaux d'IgA,. Les anticorps IgG tTGA doivent être vérifiés dans le cas d'un déficit sélectif en IgA, qui peut être associé à la maladie cœliaque et qui survient chez environ 1 patient cœliaque sur 40. 
Néanmoins, l'absence de marqueurs sérologiques n'exclut certainement pas la maladie cœliaque. Chez les personnes cœliaques consommant toujours du gluten, les marqueurs sérologiques de la maladie cœliaque ne sont pas toujours présents. À mesure que l'âge du diagnostic augmente, ces titres d'anticorps diminuent progressivement et peuvent être très faibles, voire négatifs, notamment chez les enfants plus âgés et les adultes. L'absence d'anticorps spécifiques de la maladie cœliaque est plus fréquente chez les patients sans atrophie villositaire et qui ne présentent qu'une lymphocytose duodénale (lésions de Marsh 1), mais qui répondent favorablement à un régime sans gluten avec une amélioration histologique et symptomatique.

##### Biopsies duodénales
Selon les critères de diagnostic établis par les conférences de consensus (2011 et 2013), il est nécessaire de pratiquer des biopsies duodénales pour exclure la maladie cœliaque chez les patients symptomatiques présentant des anticorps négatifs spécifiques contre la maladie cœliaque. En raison du caractère hétérogène des lésions de la maladie cœliaque, il convient de prélever quatre biopsies au moins sur les deuxième et troisième parties du duodénum et au moins une sur le bulbe duodénal,. Même  au sein d'un même fragment de biopsie, il peut exister différents degrés de pathologie. 
Les biopsies duodénales chez les patients SNCG sont  presque toujours normales,,,, ce qui est un paramètre essentiel pour parvenir à un diagnostic de SNCG, bien qu'il soit généralement admis qu'un sous-groupe de patients présentant une SNCG peut présenter une augmentation du nombre de lymphocytes intraépithéliaux duodénaux (LIE),, (≥ 25-100 entérocytes), ce qui représentent des lésions de Marsh I. Néanmoins, Marsh I est considéré comme compatible avec le diagnostic de maladie cœliaque, qui en est d'ailleurs la cause la plus fréquente, en particulier chez les patients positifs pour les haplotypes HLA DQ2 et/ou DQ8,, avec une prévalence documentée de 16 % à 43%. 
Chez ces patients atteints de lymphocytose duodénale, et conformément aux lignes directrices consensuelles de la Société européenne de gastroentérologie, d'hépatologie et de nutrition pédiatriques (ESPGHAN), un nombre élevé de cellules de la maladie cœliaque (ou ratio CD/CD3), dans l'évaluation immunohistochimique des biopsies, des dépôts intestinaux d'IgA anti-TG2, et/ou anti-endomysial pourraient être des marqueurs spécifiques de la maladie cœliaque,. Catassi et Alessio Fasano ont proposé en 2010 que, chez les patients non reconnus comme cœliaques, soit la présence d'anticorps, soit une infiltration lymphocytaire associée à des dépôts sous-épithéliaux d'IgA, soit une réponse histologique favorable suivant un régime sans gluten, pourraient toutes soutenir un diagnostic de maladie cœliaque. 

#### Allergie au blé
Le tableau clinique peut être suffisant dans la plupart des cas pour confirmer une allergie au blé. Le diagnostic est généralement exclu en absence de taux élevés d'anticorps IgE sériques dirigés contre les protéines de gluten et les fractions de blé, et qu'il n'y a pas de réaction cutanée au Prick test pour l'allergie au blé. Néanmoins, ces tests ne sont pas toujours totalement fiables. 
Si une réaction allergique ne peut pas être clairement identifiée, le diagnostic doit être confirmé par des tests de provocation alimentaire, idéalement effectués en double insu et sous contrôle placebo. Des réactions allergiques retardées peuvent parfois survenir avec ces tests de provocation, alors qu'ils devraient rester négatifs au fil du temps. Cependant il n'y a pas de déclarations consensuelles au niveau international sur le diagnostic des symptômes retardés liés au blé et à l'alimentation.  En règle générale, des réactions allegiques apparaissant entre 2 heures et cinq jours après la provocation orale sont considérées comme retardées. Le test muqueux suivi de l'endomicroscopie confocale est une technique de diagnostic complémentaire, mais cette technologie n'est pas encore disponible en pratique courante et reste une procédure expérimentale. 

### Autres tests
L'évaluation de la présence d'anticorps anti-antigliadine (AGA) peut constituer un test diagnostique complémentaire utile.  Jusqu'à 50 % des patients atteints de SNCG peuvent avoir des anticorps anti-AGA IgG élevés, mais rarement des anticorps anti-AGA IgA (seulement 7 % des cas),,. Chez ces patients, contrairement aux personnes atteintes de la maladie cœliaque, les anti-AGA IgA sont devenus indétectables moins de 6 mois après avoir suivi un régime sans gluten. 

### Patient déjà sous régime sans gluten
De nombreuses personnes suppriment spontanément le gluten de leur alimentation après une longue histoire de problèmes de santé et de nombreuses consultations infructueuses, considérés comme souffrant simplement du syndrome du côlon irritable, ou même avant d'avoir consulté un médecin,,,. Ce régime peut diminuer les titres des marqueurs sérologiques de la maladie cœliaque  et atténuer les modifications inflammatoires trouvées dans les biopsies duodénales,. Dans ces cas, la présence de marqueurs génétiques HLA-DQ2/DQ8 doit être recherchée chez ces patients, car un résultat négatif en HLA-DQ2 et HLA-DQ8 a une valeur prédictive négative élevée pour la maladie cœliaque,,. Si ces marqueurs sont positifs, il est conseillé de faire un test de provocation au gluten sous surveillance médicale, suivi de sérologies et de biopsies duodénales,,. Cependant, les protocoles de provocation au gluten ont des limitations importantes, car une rechute symptomatique précède généralement le début d'une rechute sérologique et histologique, et continuer à ingérer du gluten devient donc inacceptable pour de nombreux patients,,,. Le test de provocation au gluten est également déconseillé avant l'âge de 5 ans et pendant la croissance pubertaire.
On ne sait toujours pas quel apport quotidien en gluten serait suffisant, ni combien de temps le traitement au gluten devrait durer, pour valider le test. Certains protocoles recommandent de manger un maximum de 10 g de gluten par jour pendant 6 semaines. Néanmoins, des études récentes ont montré qu'un régime de 2 semaines contenant 3 g de gluten par jour peut induire des anomalies histologiques et sérologiques chez la plupart des adultes atteints d'une maladie cœliaque avérée,. Ce nouveau protocole proposé a montré une tolérance et une conformité plus élevées. Il a été calculé que son application dans les services de gastro-entérologie identifierait la maladie cœliaque chez 7 % des patients référés pour suspicion de SNCG, les 93 % restants étant confirmés comme tels; mais cette pratique n'est pas encore universellement adoptée. 
Pour les personnes qui suivent un régime sans gluten et qui ne sont pas en mesure d'exécuter un test de provocation au gluten par voie orale, une alternative pour identifier une éventuelle maladie cœliaque est un test de gliadine in vitro sur une biopsie de l'intestin grêle. Ce test n'est disponible uniquement que dans certains centres spécialisés. 

## Traitement
Après exclusion de la maladie cœliaque et de l'allergie au blé l'étape suivante du diagnostic et du traitement de la SNCG consiste à instaurer un régime strict sans gluten (RSG) afin de déterminer si les symptômes diminuent ou disparaissent complètement.  Cela peut se produire dans les jours ou les semaines qui suivent le début du RSG, mais une amélioration peut également être due à une réponse non spécifique au placebo. 
Les recommandations peuvent ressembler à celles concernant la maladie cœliaque, pour que le régime soit strict et maintenu, sans transgression. Le degré de contamination croisée au gluten toléré par les personnes atteintes de SNCG n'est pas clair, mais il existe certaines preuves qu'ils peuvent présenter des symptômes même après avoir consommé de petites quantités. 
Alors que la maladie cœliaque nécessite le respect d'un régime strict sans gluten tout au long de la vie, on ne sait pas encore si la maladie de Newcastle est une affection permanente ou transitoire,. Un essai de réintroduction du gluten pour observer toute réaction après un régime strict sans gluten pendant 1 à 2 ans peut être effectué. 

### Symptômes persistants
Environ le tiers des patients présumés atteints de SNCG continuent à présenter des symptômes malgré le sevrage du gluten.  Outre une éventuelle erreur de diagnostic, plusieurs explications sont possibles. 
Une des raisons est le faible respect du sevrage du gluten, qu'il soit volontaire ou non. Il peut y avoir ingestion de gluten, sous forme de contamination croisée ou d'aliments contenant des sources cachées.  
Dans d'autres cas, l'amélioration des symptômes gastro-intestinaux avec un régime strict sans gluten n'est pourtant que partielle. Ces patients pourraient souvent  être améliorés de manière significative par l'ajout d'un régime pauvre en FODMAP. 
Un sous-groupe peut ne pas s'améliorer lorsqu'il mange les produits sans gluten disponibles dans le commerce, car ils peuvent être riches en conservateurs et additifs tels que sulfites, glutamates, nitrates ou benzoates, qui peuvent également jouer un rôle dans le déclenchement de symptômes gastro-intestinaux fonctionnels.  
En outre, les personnes atteintes de SNCG peuvent souvent présenter des allergies à un ou plusieurs aliments et médiées par les IgE.  
Enfin, on estime qu'environ 35 % d'entre eux souffrent d'autres intolérances alimentaires, principalement d'intolérance au lactose. 

## L'historique
Le sujet de l'«intolérance alimentaire au gluten», de sensibilité au gluten et de son régime d'élimination alimentaire, a été discuté en 1976. 
Le cas de patients présentant des symptômes, y compris des douleurs abdominales et des diarrhées, qui ont été améliorés par le retrait du gluten, mais qui cependant n'ont pas reçu le diagnostic de maladie cœliaque, a déjà été décrit en 1976 et 1978 et avec une première série de cas étudiée en 1980,,. Le débat sur l'existence d'une condition spécifique s'est poursuivi depuis lors, mais les trois conférences de consensus tenues depuis 2010 ont abouti à des définitions cohérentes de la SNCG et de ses critères de diagnostic,,. 

## Société et culture
La SNCG a été un sujet d'intérêt populaire. Le gluten a été nommé "le nouveau méchant du régime". Depuis le début du XXIe siècle, le régime sans gluten est devenu le régime à la mode le plus populaire aux États-Unis et dans d'autres pays. Les cliniciens du monde entier ont été mis au défi par un nombre croissant de personnes ne souffrant ni de maladie cœliaque typique, ni d'allergie au blé, mais présentant des symptômes digestifs ou extra-digestifs suffisants pour justifier la suppression du blé ou du gluten de leur alimentation. Beaucoup de ces patients ont commencé un régime sans gluten par eux-mêmes, sans avoir été préalablement évalués,. Une autre raison qui a contribué à cette tendance est la publication de plusieurs ouvrages qui diabolisent le gluten et le considèrent comme une cause du diabète de type 2, de la prise de poids et de l'obésité, ainsi que d'une vaste liste de maladies allant de la dépression et de l'anxiété à l'arthrite et à l'autisme,. Le livre qui a eu le plus d'impact est "Le grain: la vérité surprenante sur le blé, les glucides et le sucre - Les tueurs silencieux de votre cerveau", du neurologue américain David Perlmutter, publié en septembre 2013  Un autre livre qui a eu un impact important est "Ventre de blé: Perdre le blé, perdre du poids et retrouver le chemin de la santé" du cardiologue William Davis. Le régime sans gluten a été préconisé et suivi par de nombreuses célébrités pour perdre du poids, telles que Miley Cyrus et Gwyneth Paltrow, ainsi que par certains athlètes de haut niveau pour améliorer leurs performances. 
Selon des estimations, en 2014, 30 % des personnes vivant aux États-Unis et en Australie consommaient des aliments sans gluten. Ce chiffre est en constante augmentation, d'après les sondages selon lesquels environ 100 millions d'Américains consommeraient des produits sans gluten,. Les données d'une enquête menée en 2015 par Nielsen auprès de 30 000 adultes dans 60 pays du monde concluent que 21 % des personnes préfèrent acheter des aliments sans gluten, ce qui représente le plus grand intérêt des jeunes générations. D'autre part, une autre école de pensée suggère que la SNCG est largement imaginaire et a été surestimée par les patients et l'industrie des aliments sans gluten,. 
Le débat autour de la SNCG en tant que véritable état clinique peut être exacerbé car souvent les patients se sont auto-diagnostiqués, ou que le diagnostic a été établi par un praticien d'une médecine alternative. De nombreuses personnes ayant adopté spontanément un régime sans gluten n'excluaient pas le diagnostic de maladie cœliaque.  
Quand elles sont plus profondément explorées, d'autres diagnostics peuvent être envisagés, tels qu'une intolérance au fructose, une colonisation bactérienne chronique de l'intestin grêle. Dans ces cas, comme dans d'autres, une meilleure réponse thérapeutique est obtenue après l'instauration d'un régime pauvre en FODMAP,,, qu'après le simple retrait du gluten. 

## Recherche
Il existe de nombreuses questions ouvertes sur la sensibilité au gluten, comme souligné dans une revue : « il reste à préciser si ce trouble est permanent ou transitoire et s'il est lié à l'auto-immunité. ». Il n'a pas encore été établi si des réponses immunitaires innées ou adaptatives sont impliquées dans la SNCG, ni si la maladie concerne spécifiquement le gluten ou plutôt les autres composants des céréales,. 
Des études indiquent que les AGA IgG sont élevées chez un peu plus de la moitié des patients et que, contrairement aux patients atteints de la maladie cœliaque, elles diminuent fortement après 6 mois de régime sans gluten. L'AGA IgA est généralement faible ou absente chez les patients atteints de la SNCG,. 
La nécessité de développer des biomarqueurs pour la SNCG est souvent soulignée,, et qu'il existe un besoin criant de biomarqueurs fiables, comprenant des découvertes cliniques, biochimiques et histopathologiques qui étayent le diagnostic de cette maladie. 
La recherche a également tenté de discerner, par des essais en double aveugle contrôlés par placebo, entre "la mode" récente des régimes sans gluten et une réelle sensibilité au gluten ou à d'autres composants du blé,,. Dans un essai croisé à double insu contre placebo, de petites quantités de gluten de blé purifié ont déclenché des symptômes gastro-intestinaux (tels que ballonnements et douleurs abdominales) aussi bien que des manifestations extra-intestinales (telles qu'un esprit embrumé ou "brain fog", une dépression ou une stomatite aphteuse). Néanmoins, il reste difficile de savoir si ces découvertes impliquent spécifiquement le gluten ou d'autres protéines présentes dans les céréales à gluten.

## Voir également
- Dr Alessio Fasano
- Zonuline
- Hyperperméabilité intestinale
- colonisation bactérienne chronique de l'intestin grêle
- Régime pauvre en FODMAP